# Mimoun Eloisghiri
Mimoun Eloisghiri (Rotterdam, 15 september 1989) is een Nederlands voetballer. De aanvaller debuteerde op 4 november 2012 bij PEC Zwolle in de verloren uitwedstrijd tegen sc Heerenveen (2-1).
Op 24 april 2013 werd bekend dat zijn amateurcontract bij PEC Zwolle omgezet werd naar een jaarcontract per het begin van het seizoen 2013/14. Hierin was een optie opgenomen voor nog een seizoen. Op 27 januari 2014 werd in onderling overleg zijn contract met PEC Zwolle ontbonden. Hij kwam tot drie wedstrijden in het eerste elftal van PEC Zwolle.
Op 12 maart werd bekend dat Eloisghiri voor een half seizoen naar FC Lienden ging, nadat hij eerder nog een stage afwerkte bij FC Emmen en ervoor koos om niet in te gaan op de aanbieding van die club. Uiteindelijk speelde hij in het seizoen 2014/15 voor Ajax (amateurs) en ging hij medio 2015 naar Kozakken Boys. In het seizoen 2016/17 speelde hij voor VV IJsselmeervogels en daarna ging hij naar VV DUNO. Daar kampte hij met blessures en vertrok in de winterstop. Medio 2018 sloot hij aan bij MASV. Vanaf het seizoen 2019/20 speelt hij voor Eendracht Arnhem. Vanaf 2020 speelt hij bij Be Quick Zutphen in Zutphen.

## Statistieken
| Seizoen                      | Club       | Land      | Competitie | Wed. | Goals |
| ---------------------------- | ---------- | --------- | ---------- | ---- | ----- |
| 2012/13                      | PEC Zwolle | Nederland | Eredivisie | 1    | 0     |
| 2013/14                      | PEC Zwolle | Nederland | Eredivisie | 2    | 0     |
| Totaal                       | Totaal     | Totaal    | Totaal     | 3    | 0     |
| Bijgewerkt tot 12 maart 2014 |            |           |            |      |       |